# Zora Valchařová Poulová
Zora Valchařová Poulová (* 12. srpna 1960) je česká herečka. V roce 2016 získala Cenu Thálie za ztvárnění Violet Westonové ve hře Srpen v zemi indiánů.

## Životopis
Vystudovala alternativní a loutkové divadlo na pražské DAMU. Od sezóny 1990/1991 je členkou královéhradeckého Klicperova divadla. Jejím manželem byl loutkoherec Václav Poul, její dcerou je herečka Marie Poulová. V roce 2013 ztvárnila hlavní roli neodbytné fanynky Karla Gotta v úvodním dílu televizního cyklu Škoda lásky.

## Filmografie
| Rok  | Název                  | Role                      | Poznámky                                                       |
| ---- | ---------------------- | ------------------------- | -------------------------------------------------------------- |
| 2003 | Nuda v Brně            | Zorka V.                  |                                                                |
| 2008 | Černá sanitka          |                           | televizní seriál, díl: „Přicházejí s nocí“                     |
| 2009 | Saharské písky         | Anička                    | studentský film                                                |
| 2012 | Kriminálka Anděl       | vychovatelka z pasťáku    | televizní seriál, díl: „Nehoda“                                |
| 2013 | Škoda lásky            | fanynka Marie             | televizní cyklus, díl: „Škoda lásky“                           |
| 2015 | Wilsonov               |                           |                                                                |
| 2015 | Doktor Martin          | Helena Prokopová          | televizní seriál, díl: „Láska až na krev“                      |
| 2015 | Policie Modrava        |                           | televizní seriál, díl: „Jak málo stačilo“                      |
| 2016 | Já, Mattoni            | komorná baronky           | televizní seriál, díly: „Láska a intriky“ a „Vídeňské líbánky“ |
| 2017 | Zahradnictví: Dezertér | prof. Nedělová            |                                                                |
| 2017 | Zahradnictví: Nápadník | prof. Nedělová            |                                                                |
| 2017 | Labyrint               | matka Moniky              | televizní seriál, díl: „Epizoda 1“                             |
| 2017 | Polda                  | Kroupová                  | televizní seriál, díl: „Páté přikázání“                        |
| 2018 | Čím lidé žijí          | stará žena                | televizní film                                                 |
| 2018 | Dabing Street          | třídní učitelka           | televizní seriál, díl: „Vulgarismy“                            |
| 2021 | Ochránce               | učitelka Ludmila Vlachová | televizní seriál, díl: „Slabý kus“                             |

## Divadelní role, výběr
- 1993 William Shakespeare: Mnoho povyku pro nic, Margaretta, Klicperovo divadlo, režie Michael Tarant
- 1994 Zora Vondráčková: Zazi v metru, Zazi, Klicperovo divadlo, režie Karel Brožek
- 1998 Bertolt Brecht: Třígrošová opera aneb Malý step u Zlaté škeble, Nevěsta, Klicperovo divadlo, režie Vladimír Morávek
- 2000 Milan Uhde, Miloš Štědroň: Balada pro banditu, Eva, pak čarodějnice, Klicperovo divadlo, režie Karel Brožek
- 2002 Jiří Suchý, Vladimír Morávek, Jiří Šlitr, Ferdinand Havlík, Pavel Horák: Špatně placená procházka, Vágnerová, Klicperovo divadlo, režie Radek Balaš
- 2003 Federico García Lorca: Dům Bernardy Alby, Marie Josefa, Bernardina matka, Klicperovo divadlo, režie Marián Pecko
- 2011 Pierre-Augustin Caron de Beaumarchais: Figarova svatba, Marcelina, Klicperovo divadlo, režie David Drábek
- 2011 David Drábek: Jedlíci čokolády, matka, Klicperovo divadlo, režie David Drábek
- 2012 David Drábek: Koule, Lubica, Radmila, Klicperovo divadlo, režie David Drábek
- 2014 Terry Johnson: Absolvent, paní Braddocková, Klicperovo divadlo, režie Tereza Karpianus
- 2015 Tracy Letts: Srpen v zemi indiánů, Violet Westonová, Klicperovo divadlo, režie Tereza Karpianus
- 2016 István Örkény: Kočičí hra, Gizela, Klicperovo divadlo, režie Tereza Karpianus
- 2017 Martin McDonagh: Kati, Alice, Klicperovo divadlo, režie Jan Frič
- 2017 Robert Thomas: Osm žen, Augusta, Klicperovo divadlo, režie Petr Štindl
- 2019 Milan Kundera: Ptákovina, matka, Klicperovo divadlo, režie Vladimír Morávek
- 2020 Karel Jaromír Erben, Karel Brožek: Kytice, Zora, Klicperovo divadlo, režie Karel Brožek
- 2020 Edward Albee: Kdo se bojí Virginie Woolfové?, Martha, Klicperovo divadlo, režie Michal Hába
- 2020 Duncan Macmillan: 	Lidé, místa, věci, Meredith, Klicperovo divadlo, režie Pavel Khek[6]